# Cleome longipes
Cleome longipes là một loài thực vật có hoa trong họ Màng màng. Loài này được Lamb. ex DC. mô tả khoa học đầu tiên năm 1824.